# James Brooker
James Kent Brooker (Cass City, 12 agosto 1902 – 25 settembre 1973) è stato un astista statunitense.

## Palmarès

### Olimpiadi
- Bronzo a Parigi 1924 nel salto con l'asta.